# きしゅう君
きしゅう君（きしゅうくん）は、和歌山県警察のマスコットキャラクターである。

## 概要
1994年（平成6年）7月1日、和歌山県警のマスコットキャラクターとして誕生した。「きしゅう君」の愛称は、和歌山県原産の紀州犬と和歌山県の別称紀州から命名された。白い被毛の紀州犬をモデルにしており、警察官の標準装備を着用している。きしゅう君の着用する階級章は警部のように見えるが、「きしゅう君には階級はない」というのが警務課のコメントである。
和歌山県警の様々な活動・行事を始め、和歌山県民との交流などにも用いられている。
和歌山県警察本部庁舎で携帯電話用ストラップ、ぬいぐるみ、車用ミニマスコット、金属製しおり及び子供用Tシャツが販売されている。
その他、非売品できしゅう君のイラスト入りドライビンググローブやTシャツもある。

## 防犯活動

### きしゅう君の家
和歌山県では、子どもを犯罪から守り保護するため、主旨に賛同した一般家庭と事業所を「きしゅう君の家」として防犯ポスターを貼り、子どもの安全を確保するようにしている。

### きしゅう君のくるま
2006年（平成18年）2月1日、和歌山県警本部以外の知事部局などの公用車約1,000台と主旨に賛同した和歌山県内に事業所を構える関西電力とヤマト運輸が保有する自動車を「きしゅう君の家」の移動版として、公用車を活用する「きしゅう君のくるま」を開始した。これにより、和歌山県内のほぼ全域での保護活動が行える上、子どもに対する犯罪抑止への効果が期待されている。